# Bella Bellini
Bella Bellini, född 1 juli 2018, är en amerikansk travare, mest känd för att ha segrat i Hambletonian Oaks (2021).

## Bakgrund
Bella Bellini är ett brunt sto efter Bar Hopping och under Bella Dolce (efter Kadabra). Hon föddes upp av sin ägare, David H. McDuffee i Florida i USA. Under tävlingskarriären tränades hon av Richard "Nifty" Norman och kördes oftast av Dexter Dunn.

## Karriär
Bella Bellini sprang in 2 255 123 dollar på 51 starter, varav 21 segrar, 13 andraplatser och 7 tredjeplatser. Hon tog karriärens största seger i Hambletonian Oaks (2021). Hon segrade även i Matron Stakes, 3-åriga ston (2021), Breeders Crown 3YO Filly Trot (2021), Breeders Crown Open Mare Trot (2022) och Hambletonian Maturity (2022). Hon har även kommit på tredje plats i Arthur J. Cutler Memorial (2022).
I juli 2023 meddelades det att Bella Bellini avslutar tävlingskarriären.